# Vettius
Vettius is een geslacht van vlinders van de familie dikkopjes (Hesperiidae), uit de onderfamilie Hesperiinae.

## Soorten
- V. argentus Freeman, 1969
- V. artona (Hewitson, 1868)
- V. arva Evans, 1955
- V. coryna (Hewitson, 1866)
- V. crispa Evans, 1955
- V. chagres Nicolay, 1973
- V. diana (Plötz, 1886)
- V. diversa (Herrich-Schäffer, 1869)
- V. drova Evans, 1955
- V. fantasos (Stoll, 1780)
- V. fuldia (Bell, 1930)
- V. jabesa (Butler, 1870)
- V. klugi (Bell, 1941)
- V. lafrenaye (Latreille, 1824)
- V. lucretius (Latreille, 1824)
- V. marcus (Fabricius, 1787)
- V. monacha (Plötz, 1882)
- V. phyllus (Cramer, 1777)
- V. ploetzii (Capronnier, 1874)
- V. richardi (Weeks, 1906)
- V. tertianus (Herrich-Schäffer, 1869)
- V. triangularis (Geyer, 1831)
- V. umbrata (Erschoff, 1876)
- V. yalta Evans, 1955